# Vittorio Ambron
Vittorio Ambron (Benevento, 14 dicembre 1940 – Roma, 31 marzo 2023) è stato un rugbista a 15 italiano, di ruolo tre quarti ala o tre quarti centro.
Esordisce nel Partenope dove disputa undici campionati consecutivi (eccetto una stagione con la maglia dell'Esercito), conquistando due titoli nazionali. Continua la propria carriera con la CUS Roma dove disputa ulteriori sei stagioni.
Nel massimo campionato italiano figura al 19º posto tra i più presenti (306 presenze) e al 10º posto tra chi ha segnato più mete (123). In particolare è risultato il giocatore con più mete nelle stagioni 1958-1959, 1961-1962, 1962-1963, 1963-1964 e 1964-1965.
In nazionale esordisce il 27 maggio 1962 nella vittoria ottenuta contro la Germania. Raccoglie in tutto 27 presenze in cui segna 52 punti complessivi e vestendo la fascia di capitano in 3 occasioni.

## Palmarès
- Campionati italiani: 2
Partenope: 1964-1965, 1965-1966